# Vaginulinopsis
Genre
Vaginulinopsis est un genre de foraminifères de la classe des Nodosariata, de l'ordre des Vaginulinida et de la famille des Vaginulinidae. Ce genre est représenté essentiellement à l'état fossile, mais il comprend quelques espèces actuelles.

## Systématique
Le genre Vaginulinopsis a été créé en 1904 par le paléontologue italien spécialiste des foraminifères Alfredo Silvestri (d) (1867-1950). 

## Liste des espèces
Selon le World Register of Marine Species (2 mai 2022), le genre compte les espèces suivantes :
- † Vaginulinopsis acanthonucleus Carter, 1958
- † Vaginulinopsis acrulus Tappan, 1951
- † Vaginulinopsis acutus Serova, 1989
- Vaginulinopsis angulata (Noth, 1951)
- Vaginulinopsis asanoi Ishizaki, 1942
- † Vaginulinopsis asperuliformis (Nuttall, 1930)
- † Vaginulinopsis baggi McLean, 1955
- † Vaginulinopsis bartensteini Said & Barakat, 1958
- † Vaginulinopsis bononiensis (Fornasini, 1883)
- † Vaginulinopsis boukharyi Anan, 2010
- † Vaginulinopsis bozorgnia Kalantari, 1969
- † Vaginulinopsis carinata (Silvestri, 1898)
- † Vaginulinopsis clifdenensis Hornibrook, 1961
- † Vaginulinopsis compressa Thalmann, 1937
- † Vaginulinopsis crisfieldensis McLean, 1955
- † Vaginulinopsis crista Spiegler, 1974
- † Vaginulinopsis cristellata (Stache, 1864)
- † Vaginulinopsis cryptospira (Paalzow, 1917)
- † Vaginulinopsis cumulicostata (Gümbel, 1870)
- † Vaginulinopsis denticulatacarinata (Franke, 1936)
- † Vaginulinopsis directa (Cushman, 1937)
- † Vaginulinopsis dorsoconvexus Putrya, 1972
- Vaginulinopsis dorsocostata (Cushman, 1917)
- † Vaginulinopsis earlandi (Plummer, 1927)
- † Vaginulinopsis echinata Thalmann, 1937
- † Vaginulinopsis ectypa Loeblich & Tappan, 1950
- † Vaginulinopsis efimovae Yadrenkin, 2004
- † Vaginulinopsis elegans (Hantken, 1875)
- † Vaginulinopsis embaensis (Fursenko & Polenova in Myatlyuk, 1949 emend. Fursenko & Polenova, 1950)
- † Vaginulinopsis emigdioensis DeLise, 1967
- † Vaginulinopsis enodis Loeblich & Tappan, 1950
- † Vaginulinopsis eocomma (Kristan-Tollmann, 1964)
- † Vaginulinopsis epicharis Loeblich & Tappan, 1950
- † Vaginulinopsis eritheles Loeblich & Tappan, 1950
- † Vaginulinopsis erzingensis (Neuweiler, 1959)
- † Vaginulinopsis exarata (Terquem, 1866)
- † Vaginulinopsis excentrica (Cornuel, 1848)
- † Vaginulinopsis excreta Thalmann, 1937
- † Vaginulinopsis flacidiformis Putrya, 1972
- Vaginulinopsis gnamptina Loeblich & Tappan, 1994
- † Vaginulinopsis golberti Ivanova, 1973
- † Vaginulinopsis gradata Thalmann, 1937
- † Vaginulinopsis guatemalensis Bermúdez, 1963
- † Vaginulinopsis hagni Ozsvárt, 2007
- † Vaginulinopsis harpa (Reuss, 1860)
- † Vaginulinopsis harpaformis (Myatlyuk, 1959)
- † Vaginulinopsis hauerina (d'Orbigny, 1846)
- † Vaginulinopsis hemicylindrica (Noth, 1951)
- † Vaginulinopsis hochstetteri (Stache, 1864)
- † Vaginulinopsis hutchinsoni Hornibrook, 1961
- † Vaginulinopsis incisiformis Bielecka, 1975
- † Vaginulinopsis instabilis (Terquem, 1870)
- † Vaginulinopsis interrupta (Stache, 1864)
- † Vaginulinopsis inversa (Costa, 1856)
- † Vaginulinopsis kasahstanensis Putrya, 1970
- † Vaginulinopsis kelleyi Martin, 1943
- † Vaginulinopsis lectus Putrya, 1970
- † Vaginulinopsis loeblichorum Wall, 1960
- † Vaginulinopsis longestriata Thalmann, 1937
- † Vaginulinopsis longiforma (Plummer, 1927)
- † Vaginulinopsis marginuliniformis Putrya, 1972
- † Vaginulinopsis marshalli (Finlay, 1939)
- † Vaginulinopsis marwicki Finlay, 1947
- † Vaginulinopsis mediomatricorum (Ruget & Sigal, 1967)
- † Vaginulinopsis mexicana (Cushman, 1925)
- † Vaginulinopsis microcostatus Putrya, 1972
- † Vaginulinopsis midwayana (Fox & Ross, 1942)
- † Vaginulinopsis milneri Wall, 1960
- † Vaginulinopsis minuta (Hantken, 1875)
- † Vaginulinopsis misrensis Said & Barakat, 1958
- † Vaginulinopsis modesta Thalmann, 1937
- † Vaginulinopsis mokauensis Hornibrook, 1961
- † Vaginulinopsis nammalensis (Haque, 1956)
- † Vaginulinopsis oblongiovalis Putrya, 1972
- Vaginulinopsis obtusata (Reuss, 1870)
- † Vaginulinopsis pachynota Ten Dam, 1946
- † Vaginulinopsis panda Thalmann, 1937
- † Vaginulinopsis paracompressa Bartenstein & Malz, 2001
- † Vaginulinopsis pasquetae (Bizon, 1958)
- † Vaginulinopsis pedum (d'Orbigny, 1846)
- Vaginulinopsis planata (Phleger & Parker, 1951)
- † Vaginulinopsis postmutabilis (Samyschkina, 1961)
- † Vaginulinopsis praecursorius (Bartenstein & Brand, 1951)
- † Vaginulinopsis praelonga Ten Dam, 1944
- Vaginulinopsis procelata Parr, 1950
- † Vaginulinopsis protracta (Bornemann, 1854)
- Vaginulinopsis pseudoplanulata (Zheng, 1980)
- † Vaginulinopsis pseudoscitula Ten Dam & Sigal, 1950
- † Vaginulinopsis recta (Karrer, 1864)
- † Vaginulinopsis reddingensis Trujillo, 1960
- Vaginulinopsis reniformis (d'Orbigny, 1846)
- † Vaginulinopsis reticulosa Ten Dam, 1946
- † Vaginulinopsis rjavkinoensis Kosyreva in Dain, 1972
- † Vaginulinopsis rjavkinoensis Kosyreva in Putrya, 1972
- † Vaginulinopsis robustus Yadrenkin, 2004
- † Vaginulinopsis rokitae Bielecka & Styk, 1981
- † Vaginulinopsis romanovae Putrya, 1972
- † Vaginulinopsis rostovzevi Putrya, 1972
- † Vaginulinopsis sastryi (Bhalla & Talib, 1985)
- † Vaginulinopsis saundersi (Hanna & Hanna, 1924)
- † Vaginulinopsis scalariformis Porthault, 1970
- † Vaginulinopsis silicula (Plummer, 1931)
- Vaginulinopsis sinuata Zheng, 1979
- † Vaginulinopsis spinulosus (Stache, 1864)
- Vaginulinopsis sublegumen Parr, 1950
- † Vaginulinopsis submutabilis (Samyschkina, 1961)
- † Vaginulinopsis subparallela Samyschkina, 1983
- † Vaginulinopsis subporrecta Bizon, 1960
- † Vaginulinopsis subregularis (Hantken, 1868)
- † Vaginulinopsis suikoensis Hagn & Kuhn, 1989
- † Vaginulinopsis sulcata (Costa, 1855)
- † Vaginulinopsis sulzensis (Hermann, 1903)
- † Vaginulinopsis superba (Cushman & Renz, 1941)
- † Vaginulinopsis suprajurassica (Gordon, 1962)
- Vaginulinopsis tasmanica Parr, 1950
- † Vaginulinopsis tenuicosta (Wiśniowski, 1890)
- † Vaginulinopsis thomasi Wall, 1960
- † Vaginulinopsis verruculosa Martin, 1943
- † Vaginulinopsis vindoboniensis Colom, 1946
- † Vaginulinopsis vulgatus Putrya, 1972
- † Vaginulinopsis wadiarbensis Futyan, 1976
- † Vaginulinopsis waiparaensis (Finlay, 1939)
- † Vaginulinopsis zeacarinata Kennett in Hornibrook et al., 1989

## Publication originale
- (it) A. Silvestri, Ricerche strutturali su alcune forme dei Trubi dei Bonfornello (Palermo), Memorie dell'Accademia Pontificia dei Nuovi Lincei 22, 1904, p. 251.